# Výkolejka

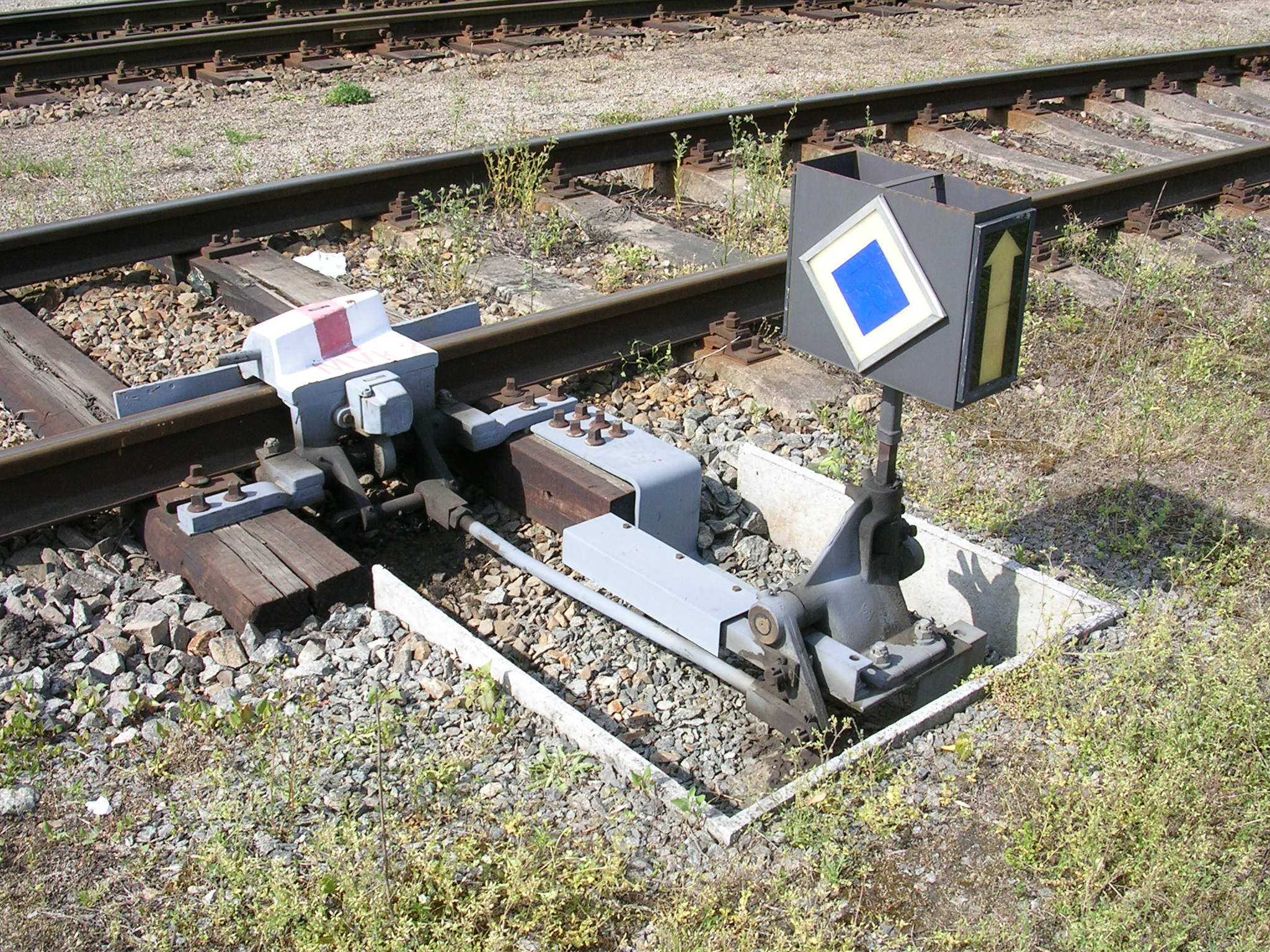
Výkolejka s návěstidlem v poloze „posun zakázán“

Výkolejka slouží k zastavení nežádoucího pohybu kolejových vozidel, pokud selžou standardní prostředky.
Jedná se o ocelovou šikmou patku s nálitkem po straně. Pokud vozidlo najede na výkolejku, jeho kolo po patce vyjede a nálitkem na boku výkolejky je odsunuto stranou. Tak dojde k vykolejení a následně zastavení vozidla. Předpokládá se, že vykolejením vozidla vznikne menší škoda, než případnou kolizí s jinými vozidly nebo objekty.
Výkolejky se obvykle montují (dříve se vyráběly i výkolejky přenosné, s dlouhou rukojetí, jež se na kolejnice nasazovaly) na manipulační nebo vlečkové koleje před jejich zaústěním do koleje dopravní za účelem boční ochrany jízdních cest po těchto kolejích. Jejich ovládání je místní (výkolejka je opatřena zámkem) nebo dálkové (drátovodem nebo elektrickým přestavníkem). Výkolejky mohou být zapojeny do zabezpečovacího zařízení dopravny, takže polohy návěstidel jsou vázány polohou výkolejky a naopak ovládání výkolejky je blokováno při návěstech povolujících jízdu. Pokud to prostorové poměry a jiné podmínky umožňují, používají se místo výkolejek odvratné výhybky, u kterých při menší rychlosti nemusí dojít k vykolejení.

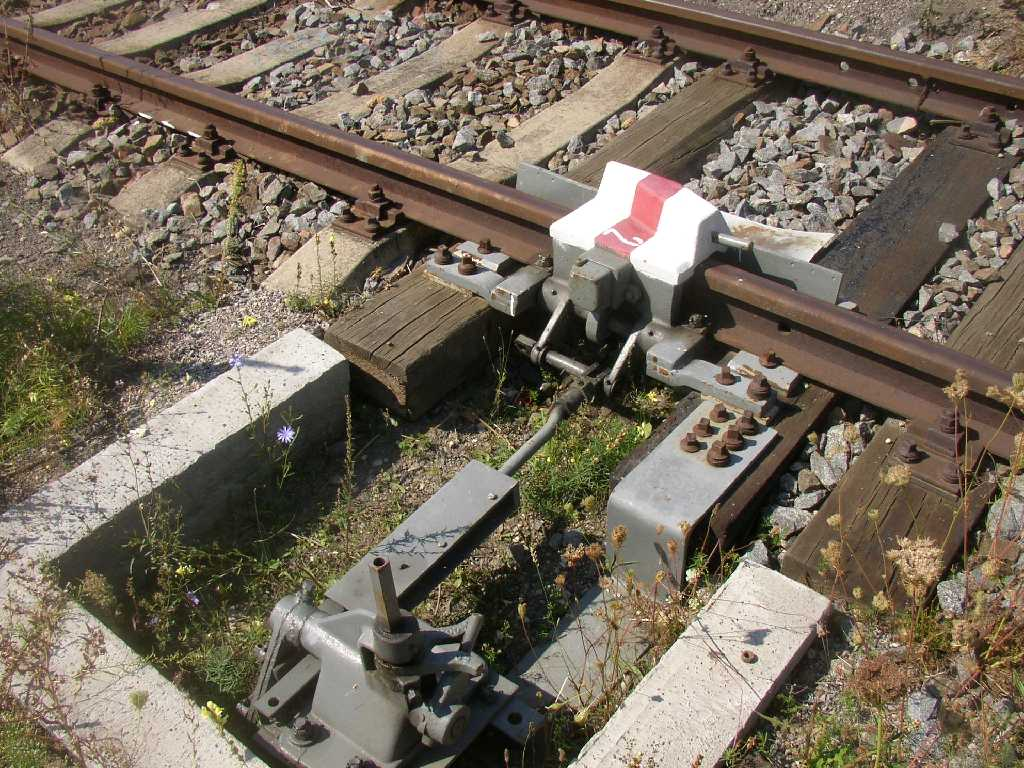
Výkolejka bez návěstidla
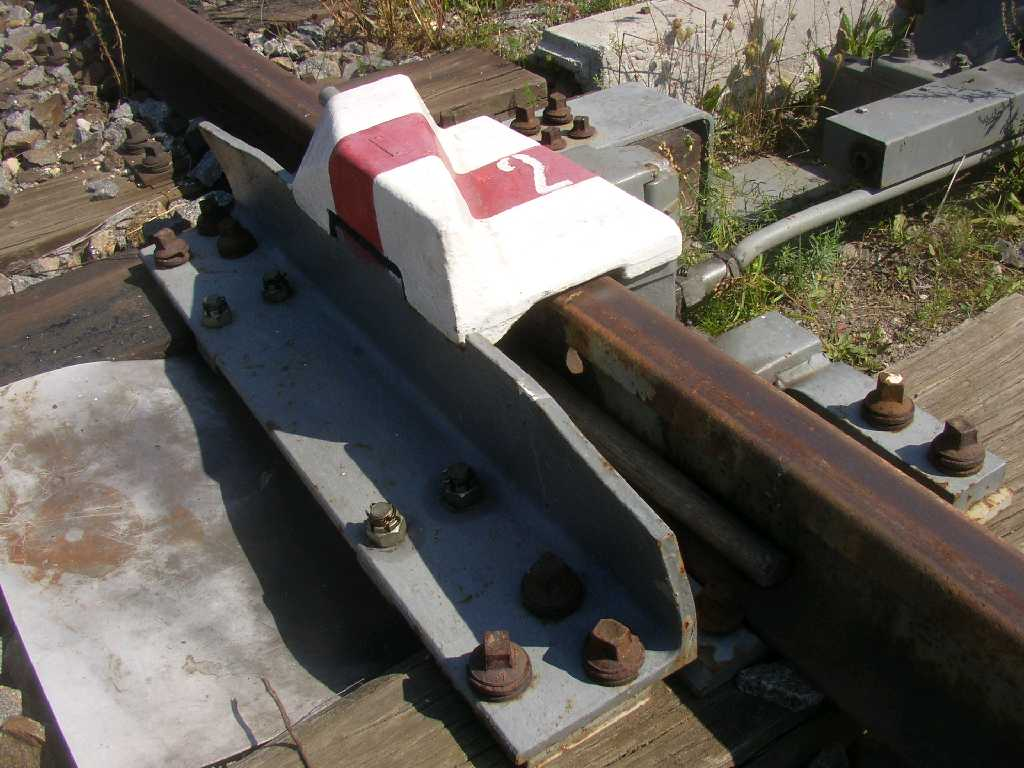
Detail výkolejky
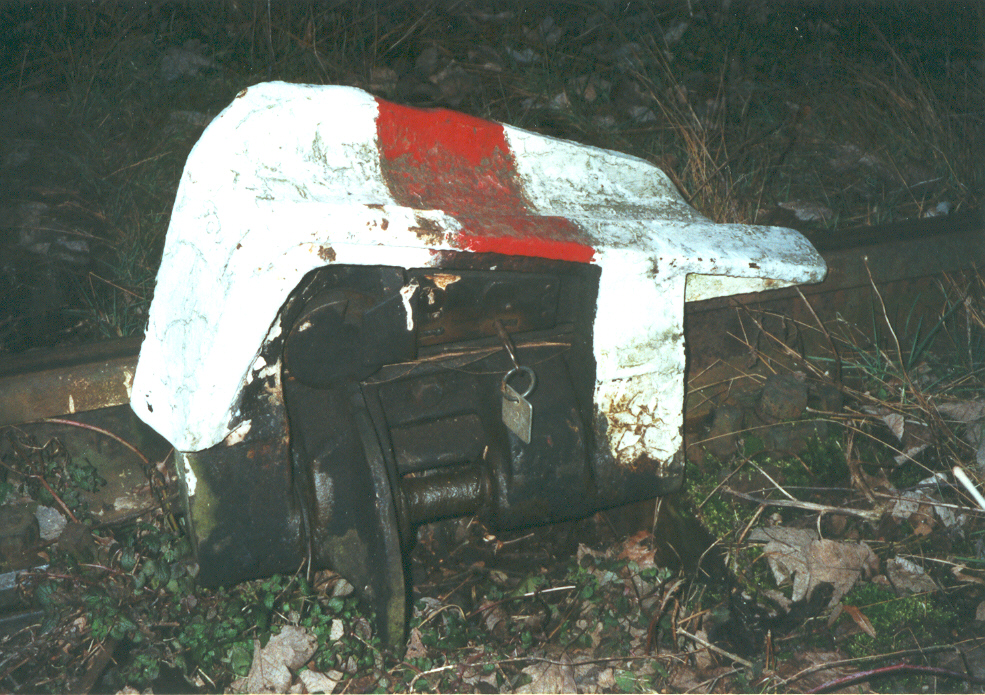
Výkolejka starší konstrukce
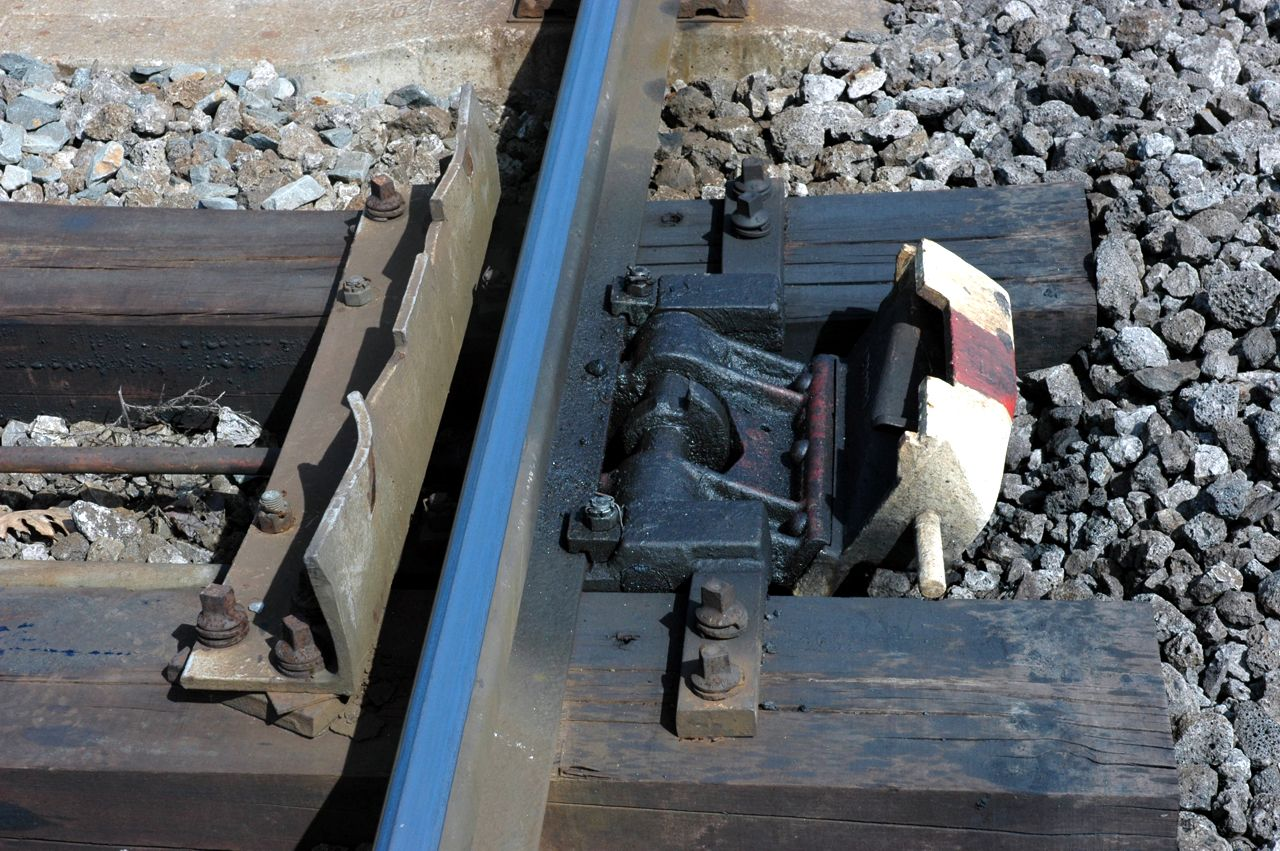
Sklopená výkolejka